# Jörgen Ragnarsson
Jörgen Thord Ragnarsson (ur. 19 maja 1954 w Åtvidabergu) – szwedzki żeglarz sportowy.  Brązowy medalista olimpijski z Moskwy.
Zawody w 1980 były jego jedynymi igrzyskami olimpijskimi. Pod nieobecność sportowców z części krajów Zachodu sięgnął po medal w klasie Tornado. Partnerował mu Göran Marström.